# Seznam zápasů slovenské a ukrajinské hokejové reprezentace
Toto je seznam zápasů slovenské a ukrajinské hokejové reprezentace na MS a Zimních olympijských hrách.

## Mistrovství světa v ledním hokeji
| Datum     | Číslo | Slovensko | Výsledek | Zápas      | MS   | Místo     | Branky Slovenska                                                                                                 |
| --------- | ----- | --------- | -------- | ---------- | ---- | --------- | --- |
| 4.5.2001  | 1     | Slovensko | 3:1      | osmifinále | 2001 | Norimberk | Peter Pucher • Róbert Petrovický • Marián Hossa                                                                  |
| 29.4.2002 | 2     | Slovensko | 5:4      | ZS         | 2002 | Göteborg  | 2x Richard Lintner • Róbert Tomík • Miroslav Hlinka • Ladislav Čierny                                            |
| 27.4.2003 | 3     | Slovensko | 9:3      | ZS         | 2003 | Helsinky  | 3x Richard Zedník • 3x Žigmund Pálffy • Jozef Stümpel • Vladimír Országh • Miroslav Šatan                        |
| 24.4.2004 | 4     | Slovensko | 2:0      | ZS         | 2004 | Ostrava   | Marián Gáborík • Marián Hossa                                                                                    |
| 16.5.2006 | 5     | Slovensko | 8:0      | osmifinále | 2006 | Riga      | 2x Richard Kapuš • Dušan Milo • Martin Štrbák • Miroslav Kováčik • Milan Bartovič • Michal Hudec • Milan Jurčina |

## Zimní olympijské hry
| Datum | Číslo | Slovensko | Výsledek | Zápas | ZOH                   | Místo | Branky Slovenska |
| ----- | ----- | --------- | -------- | ----- | --------------------- | ----- | ---------------- |
|       | 1     |           | x:x      |       | bez odehraného zápasu |       |                  |